# Maheshtala

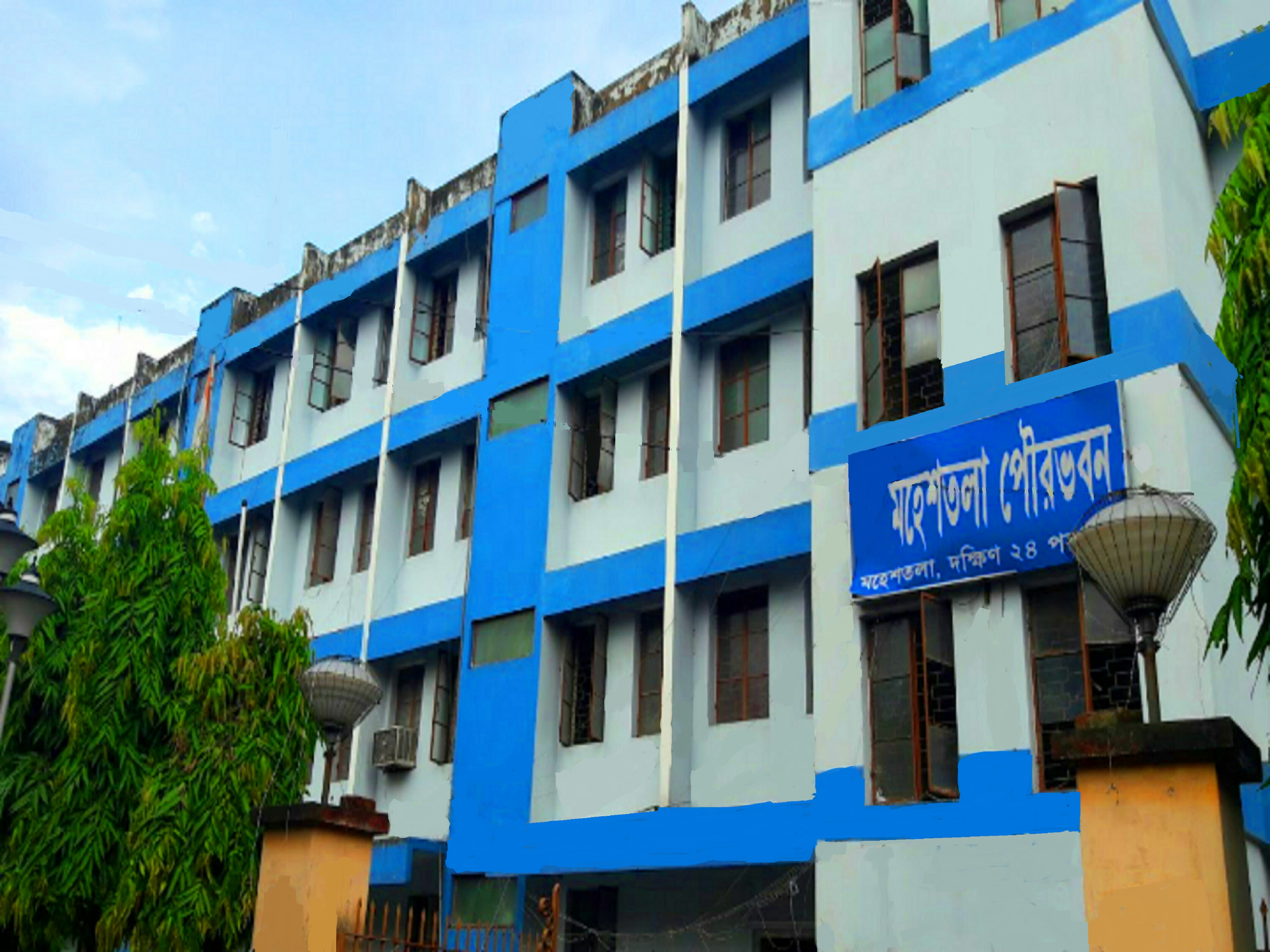
Kommunhuset i Maheshtala, 2011.

Maheshtala (bengali মহেশতলা) är en stad i Indien och är belägen i distriktet South 24 Parganas i delstaten Västbengalen. Staden, Maheshtala Municipality, ingår i Calcuttas storstadsområde och hade 448 317 invånare vid folkräkningen 2011.